# Nadstopie

Odnóże pająka. Nadstopie oznaczone numerem 6

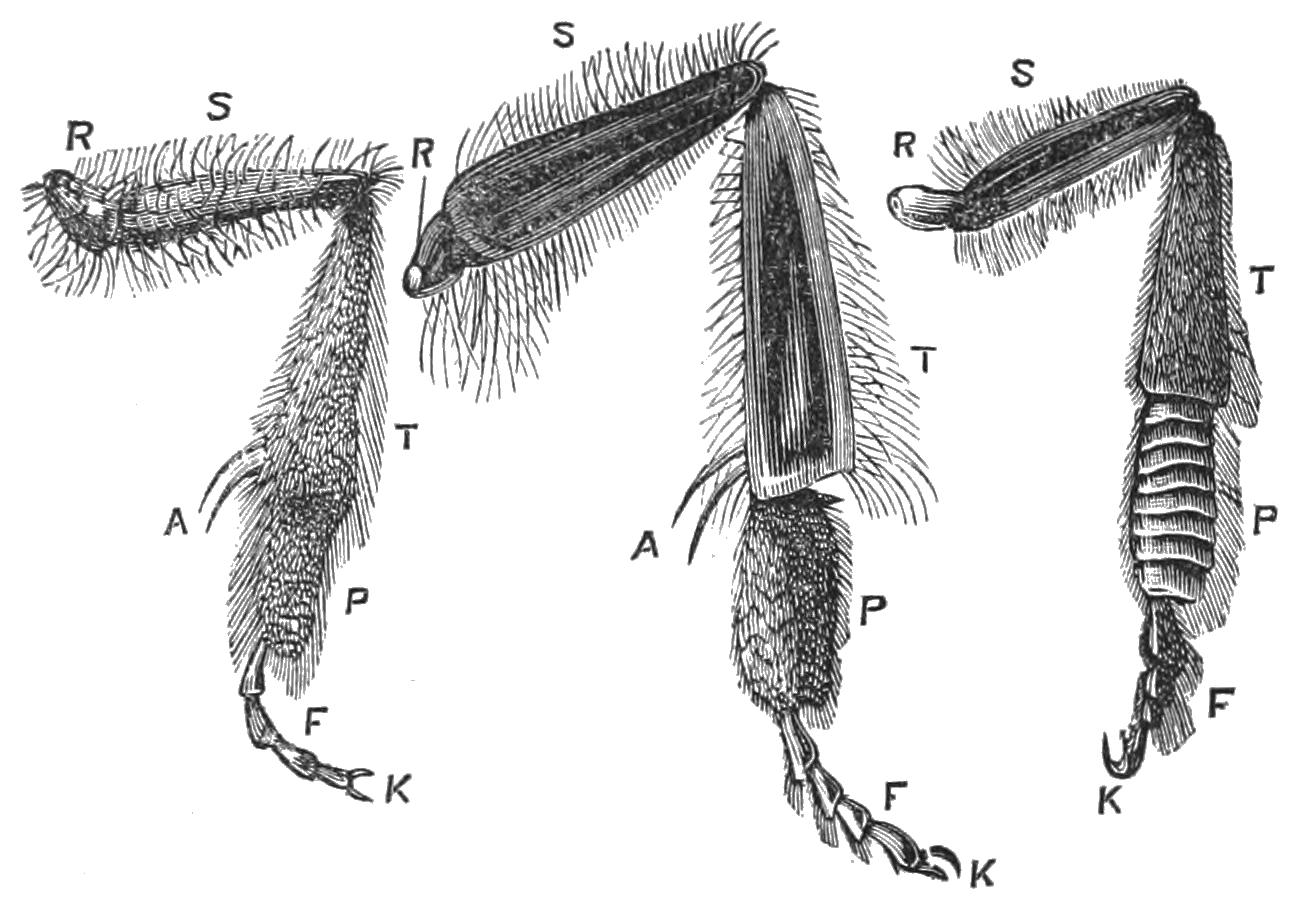
Tylne odnóża pszczół. Nadstopie oznaczone literą P

Nadstopie, pięta, przedstopie (łac. metatarsus) – człon odnóży niektórych stawonogów.
U pajęczaków nadstopie jest szóstym z kolei członem odnóża, poprzedzającym stopę. Wyróżnia się go m.in. u kosarzy, pająków i tępoodwłokowców.
U kosarzy z rodziny Trogulidae nadstopia są wtórnie podzielone na dwa człony: pęcinę (astragralus) i piętę (calcaneus). Pierwszy z nich położony jest nasadowo i dłuższy, drugi zaś położony wierzchołkowo, krótszy i nieco odchylony.
U niektórych błonkówek, np. grzebaczowatych czy pszczołowatych, nadstopiem lub nastopkiem (łac. metatarsus lub basitarsus) określa się pierwszy człon stopy, większy od jej kolejnych członów. U pszczół nadstopie pierwszej pary odnóży zaopatrzone jest w strigilus – specyficzne zagłębienie wchodzące w skład aparatu czyszczącego czułki. Nadstopie trzeciej pary odnóży samic pszczół może z kolei być wydłużone w odsiebny wyrostek, sięgający za podstawę drugiego członu stopy i niekiedy zwieńczony penicillusem.